# آسیا برادکست ستلایت
آسیا برادکست ستلایت (انگلیسی: ABS) شرکت مخابرات چینی است، که در سال ۲۰۰۶ توسط شرکت پرمیرا تأسیس شد.